# Rustem-paša Hrvat
Rustem-paša Opuković (otomanski tur. رستم پاشا, tur. Rüstem-paşa) (Skradin, o. 1500., po drugim izvorima iz Butmira iz Sarajevskog polja - Carigrad, 1561.), bio je osmanski general i državnik hrvatskog podrijetla iz Bosne. Poznat je i kao Damat Rüstem-paša (damat - mladoženja osmanske dinastije), te također Hırvat Rüstem-Paşa (Hırvat - "Hrvat" na turskome). Jedan je od poznatih pripadnika zajednice Hrvata u Osmanskom Carstvu, koji je živio i radio na prostoru današnje Turske.

## Životopis
Rustem-paša rođen je u Skradinu u hrvatskoj katoličkoj obitelji, od koje je otet i odveden u Carigrad, gdje se školovao i izgradio zavidnu vojnu karijeru. Postao je guverner Diyarbakira, grada na Tigrisu u sjeveroistočnoj Anatoliji, području u kojem obitavaju sirijsko-aramejski kršćani. Nosio je i titulu rikabage (ričab-aga), ceremonijalnoga dužnosnika koji sultanu pridržava stremen dok se uspinje na konja. Ubrzo je postao damat, mladoženja osmanske dinastije, kada je 26. studenoga 1539. oženio Mihrimah (Merima), kćer Sulejmana Veličanstvenoga. Godine 1526. sudjelovao je u Bitci na Mohačkom polju.
Pet godina kasnije sultan Sulejman postavio je Rustem-pašu za velikoga vezira Osmanskoga Carstva. Njegovu je imenovanju i napredovanju bez sumnje pomogla i Rokselana, izuzetno utjecajna Sulejmanova žena i majka princeze Mihrimah. Rustem je za velikoga vezira imenovan s jasnom zadaćom obuzdavanja inflacije i punjenja državne riznice. Sudeći prema onodobnim izvorima paša je imao nezadrživu ambiciju što mu je uvelike pomoglo u godinama koje slijede. francuski putopisac i geograf Nicolas de Nicolay piše, da je Rustem - makar je svoga brata Sinana postavio za kapudan-pašu (admirala turske mornarice) - prezirao članove vlastite obitelji, koje da je ostavio kao prosjake na Istanbulskim ulicama nakon što su ga došli posjetiti. Čak je i vlastitoga oca prepustio krajnjoj bijedi i siromaštvu. Uglavnom, lijepe riječi o Rustem-paši Hrvatu svele su se samo na njegovu snalažljivost i sposobnost da bilo kojim sredstvima napuni carsku blagajnu. Sulejmanu je za to i bio potreban. Vjerojatno pokude koje iznosi Nicolas de Nicolay ipak ne prikazuju cjelokupni Rustemov odnos s njegovom obitelji: zapravo je osim očito uglednog i bogatog kapudan - paše Sinana i drugi Rustem-pašin brat, zvani Karađoz-beg, bio dovoljno bogat da sagradi niz objekata u Mostaru. Jedan Rustem-pašin brat podigao je džamiju u Sarajevu gdje je živjela i njihova sestra.
Izvori za Rustema kažu da je rastom bio nizak te vrlo tamne puti što se veže za priču koju nam prenosi Evlija Čelebija. Naime, Sulejman je jednom prigodoom s Rustemom jahao prema carskom lovištu Kagithane u blizini Istanbula. Tada su prošli pokraj groba sultana Bajazida II. koji je na prijestolje došao nakon krvave borbe s bratom. Na sultanov komentar o Bajazidu kao pobunjeniku i monarhu (u čemu se krila usporedba s Mustafom) iz groba se podigla crna izmaglica što je prestrašilo Sulejmanova konja te je ovaj zbacio svoga jahača. Rustemovo lice je od straha potamnilo i takvo ostalo 70 dana. Objasnivši sebi ovaj događaj kao kaznu što je zaveden Rustemovim pričama osudio na smrt vlastitoga sina (o čemu više kasnije), Sulejman je velikom veziru poželio crno lice i na drugom svijetu kao nagradu za njegova crna djela.
Godine 1552. Rustem je imenovan seraskerom (vrhovnim vojnim zapovjednikom) pohoda na Perziju i tamošnju vladarsku kuću Safavida. Tada je počeo konačni obračun s princom Mustafom. Rustem-paša je stigao do Karamanije na jugoistoku Turske odakle je sultanu poslao unaprijed pripremljeno pismo o bojazni među vojskom koja ne vidi sultana na svom čelu i pita se nije li vrijeme da ga zamijeni netko mlađi i sposobniji. Sulejman se vjerojatno zabrinuo, a Rustem mu je preko spahijskoga age (zapovjednika sultanovih konjaničkih odreda), inače sultanova miljenika i pouzdanika, poručio da se Mustafa ne protivi ideji o smijeni na prijestolju te da je već stupio u kontakt sa Safavidima koji bi mu oko svega pomogli. Sulejman je pobjesnio. Pohod na Perziju je otkazan. Sljedeće ljeto, 1553. godine, sultan je stao na čelo vojske i krenuo prema istoku, a Mustafi je naredio da se pojavi pred njim. Prema drugoj priči mladoga je princa sam Rustem nagovarao da se pridruži ocu dok je sultana upozoravao da Mustafa stiže sa svojom vojskom iz Amasyje kako bi ga svrgnuo. Iako je oklijevao, şehzade (princ) je pred oca stigao u Ereğli na jugoistoku Anatolije (ili u Aktepe kod Konyje). Tragediju koja se tada dogodila u Sulejmanovu šatoru prenio je Busbecq koji je priču čuo od očevidaca. Teški zastori ulaza u sultanov šator su se zatvorili iza mladoga princa kojega su istoga trenutka zgrabili nemilosrdni Sulejmanovi sluge, ljudi čiji su jezici, iz očitih razloga, davno odsječeni. Şehzade je pružio neočekivan i snažan otpor. Znao je kako ga u slučaju da se iz svega izvuče živ čeka carsko prijestolje. Kažu da je već vidio kako ga čitava vojska proglašava za novoga sultana. Sulejmana, koji je sve gledao iza zastora, obuzeo je strah i bijes. Pogled koji je uputio ubojicama vlastitoga sina nagnao ih je da se još jednom bace na princa i obore ga na pod. To je bio Mustafin kraj. Janjičari su pobjesnili i, da su imali koga da ih povede, sultan bi bio ostao bez prijestolja. Svoj bijes su usmjerili na Rokselanu i velikoga vezira koji je »utrnuo najsjajnije sunce čija je svjetlost mogla povećati slavu carske kuće«. Janjičarska srdžba je bila tolika da su u Amasyji, gradu kojim je upravljao Mustafa, podmetnuli požar i spriječili stanovništvo da ga ugasi. Čitava država, posebice pisci i pjesnici koje je princ izdašno pomagao, okrenula se protiv sultanije, a ponajviše protiv velikoga vezira Rustem-paše Hrvata. Sulejman ga je odlučio žrtvovati te ga je, pod optužbom da je poticao na ubojstvo princa Mustafe, smijenio oduzimanjem pečata. Međutim, prevrtljivom paši se, osim toga, ništa nije dogodilo.
Rustem je vraćen na položaj velikoga vezira nakon dvije godine (1555.) i na tom je položaju ostao do svoje smrti 10. srpnja 1561. Ubrzo nakon Mustafina ubojstva Sulejman je, na Rokselanin nagovor, u Bursu posalo ubojice koje su se riješile Mustafina sina Murata. Nedugo nakon toga umro je i Đihangir, najmiliji sultanov sin. Uzmemo li u obzir stalno natjecanje i spletke turskih prinčeva, u priči o Mustafinoj želji za prijestoljem vjerojatno ima i istine. Međutim, jasno je da je Rokselana preko Rustem-paše pripremala put do trona za svoga sina koji će kasnije postati sultan Selim II. Iako je iz svega izvukao živu glavu, Rustema povijest nije zapamtila po dobrome, a turski ga pisci i kroničari nisu štedjeli pa lista njegovih nedjela ide u nedogled., odnosno sve do smrti. Kao veliki vezir uzimao je mnogo bogatstva i puno mita. Međutim, uzimanje mita u ono doba, u Osmanlijskom Carstvu, je bila uobičajena radnja, a svoje je bogatstvo trošio na gradnju javnih zgrada, džamija i dobrotvornih fondacija. Kad je preminuo, posjedovao je 815 posjeda u Rumeliji i Antoliji, 476 mlinova, 1 700 robova, 2 900 ratnih konja, 1 106 deva, 600 srebrom ukrašenih sedala, 130 pari zlatnih ostruga, 769 bogato ukrašenih sablji, 800 ugraviranih Kurana, 32 draga kamena vrijedna 11 milijuna aspri (aspra ili akča - turski srebrni novac), te oko dva milijuna dukata u gotovini. Većinu ovoga nevjerojatnog bogatstva naslijedila je pašina udovica Mihrimah.
Pokopan je u turbetu (mauzolej) u dvorištu Džamije Šehzade u Istanbulu.
Rustem paša je dao sagraditi karavan-saraj u Drinopolju. Taj se karavan-saraj Rustem-paše Hrvata u Drinopolju smatra jednim od najzanimljivijih građevinskih djela osmanske arhitekture. Drugi poznati karavan-saraj Rustem-paše Hrvata je karavan-saraj u Erzurumu na istoku Turske.
U spomen na Rustem-pašu izgrađena je i džamija Rustema-paše (turski: Rüstem Paşa Camii) u Istanbulskoj četvrti Hasırcılar Çarşısı u Eminönü. Dizajnirao ju je otomanski carski arhitekt Mimar Sinan za Rustem-pašu, a gradnja je trajala od 1561. do 1563. godine.